# Louis-Jean-Marie de Bourbon
Pour les articles homonymes, voir Louis de Bourbon.
Signature
Louis-Jean-Marie de Bourbon, né à Rambouillet le 16 novembre 1725 puis mort à Bizy le 4 mars 1793, est un prince et militaire français de l'Ancien Régime. Il est fils de Louis-Alexandre de Bourbon, lui-même le fils du roi Louis XIV et de sa maîtresse Madame de Montespan. Il fut duc de Penthièvre, duc de Rambouillet, duc d'Aumale et de Gisors, de Châteauvillain, d'Arc-en-Barrois et d'Amboise. Il fut comte de Dreux et d'Eu. Il fut également amiral et grand veneur de France. Amassant une immense fortune, il fut l'homme le plus riche de son temps et un grand propriétaire terrien. 

## Biographie

### Enfance

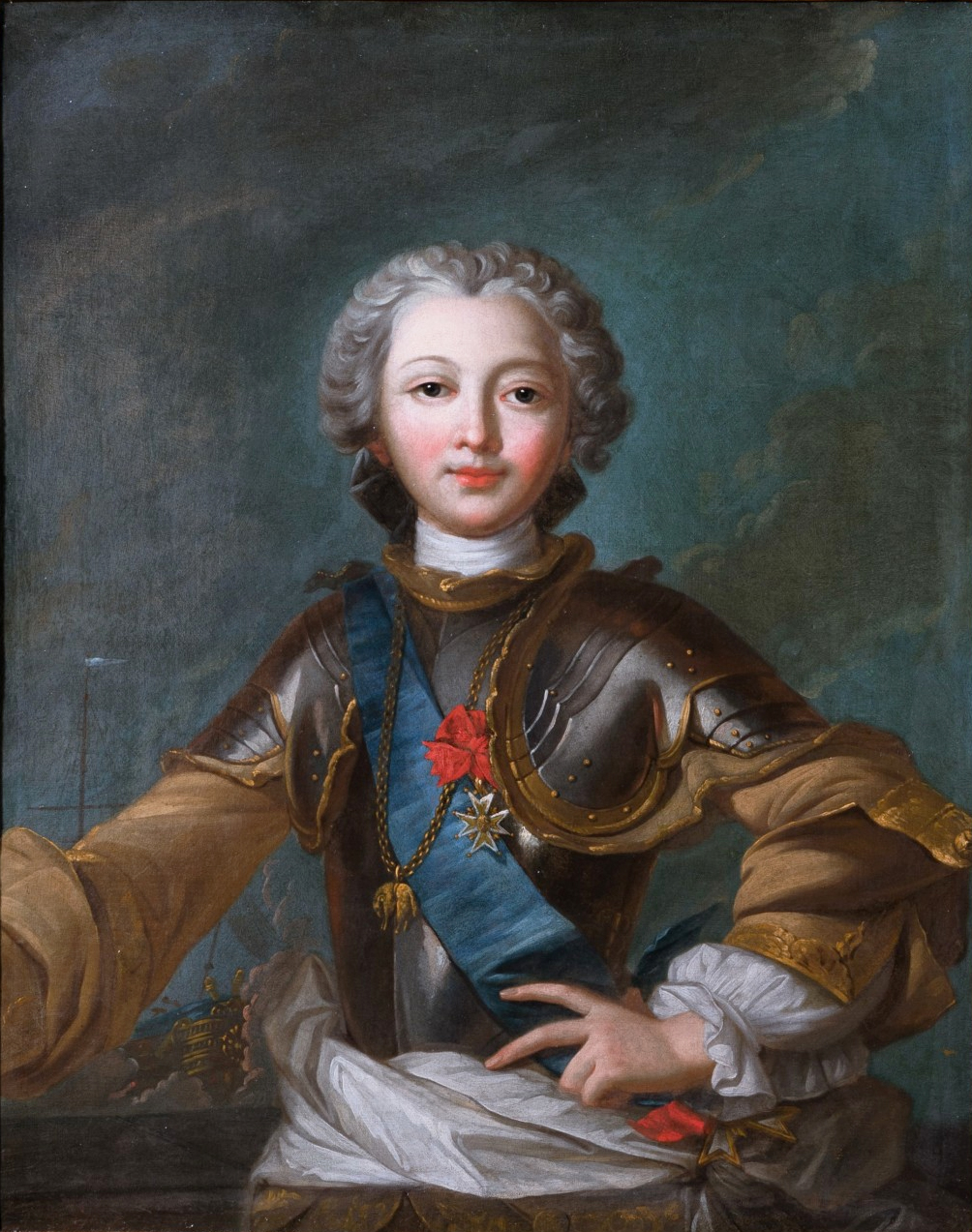
Louis-Jean-Marie à 15 ans, par Jean-Marc Nattier.

Petit-fils de Louis XIV, fils unique de Louis-Alexandre de Bourbon, alors bâtard légitimé, et de son épouse Marie-Victoire de Noailles, le jeune duc de Penthièvre est nommé amiral de France le 1er décembre 1734, en survivance, et gouverneur et lieutenant général de Bretagne, en survivance également, le 31 décembre 1736. Il perd son père à l'âge de douze ans seulement. La comtesse de Toulouse est une femme avisée : elle parvient à conserver les faveurs du roi, son petit-neveu par alliance, en cachant ses amours adultérines et en transmettant les charges de son époux à son fils. La comtesse se place alors comme en tutrice pour son jeune fils.
Le jeune duc de Penthièvre succède donc à son défunt père dans ses charges civiles et militaires en décembre 1737, dont la charge de grand veneur de France. Il est fait chevalier de l'ordre de la Toison d'or, le 27 janvier 1740, puis de l'ordre du Saint-Esprit le 1er janvier 1742. Louis est ainsi nommé maréchal de camp le 2 juillet 1743 puis il est nommé lieutenant général des armées du roi le 2 mai 1744. Il combat sous les ordres de son oncle Adrien Maurice de Noailles, le maréchal de France, lors de la bataille de Dettingen, de Fontenoy et de la bataille de Raucoux.

### Mariage
La comtesse de Toulouse sait l'importance de se concilier des membres d'autres branches de la maison de France et cherche alors à marier son fils avec une princesse du sang. Elle jette alors son dévolu sur Louise-Henriette de Bourbon-Conti, mais la mère de la jeune fille, Louise-Élisabeth de Bourbon-Condé, dédaignant une alliance avec une branche bâtarde, accorde sa préférence au duc de Chartres. Cependant, la comtesse de Toulouse et le pieux duc de Penthièvre n'eurent pas lieu de s'en plaindre : la duchesse de Chartres accumula les frasques et les amants, au point que la cour douta fortement de la légitimité des enfants du couple.
La comtesse se tourne alors vers une princesse de rang moindre, mais dont le père est souverain et la mère une Orléans. Il s'agit de Marie-Thérèse-Félicité d'Este. Le mariage est célébré en 1744, en présence du roi, de la famille royale et de la cour au château de Versailles. Le mariage de ces deux personnes très pieuses se transformera bientôt en mariage d'inclination et le couple, comme celui que formera quelques mois plus tard Louis de France et Marie-Josèphe de Saxe, sera plutôt harmonieux. Le mariage sera prolifique mais seul un fils et une fille survivent alors.

### Descendance
Cependant, usée par les maternités, la duchesse de Penthièvre meurt prématurément après dix ans de mariage. Le duc lui restera fidèle et ne se remariera jamais. Autant le père est un homme sage et chaste, autant le fils, Louis-Alexandre de Bourbon, sera un débauché. Pour le ramener à la raison, son père le marie à Marie-Thérèse-Louise de Savoie-Carignan, une cousine et nièce du roi Charles-Emmanuel III. Le mariage est célébré à Nangis en 1767. Cependant, le jeune homme retourne à ses passions et meurt l'année suivante d'une maladie vénérienne à l'âge de vingt ans, non sans avoir auparavant contaminé sa femme, défigurée par la maladie.
Seule héritière du plus riche prince du royaume, la fille du duc, Marie-Adélaïde de Bourbon, attire les coureurs de dot et le duc d'Orléans, prince du sang, qui ne dédaigne pas de se mésallier avec une branche légitimée et richissime, propose alors son fils, le duc de Chartres. Pour le duc, cette alliance est flatteuse mais le mariage ne sera pas heureux. Alors devenu duc d'Orléans en 1785, l'ambitieux et mesquin prince proposera à son beau-père de racheter ses charges militaires après sa mort. Le couple se sépare en 1790. Quant à la belle-fille du duc, la princesse de Lamballe, elle se lie d'amitié avec la nouvelle dauphine et la future reine, Marie-Antoinette de Habsbourg-Lorraine.

## La Révolution

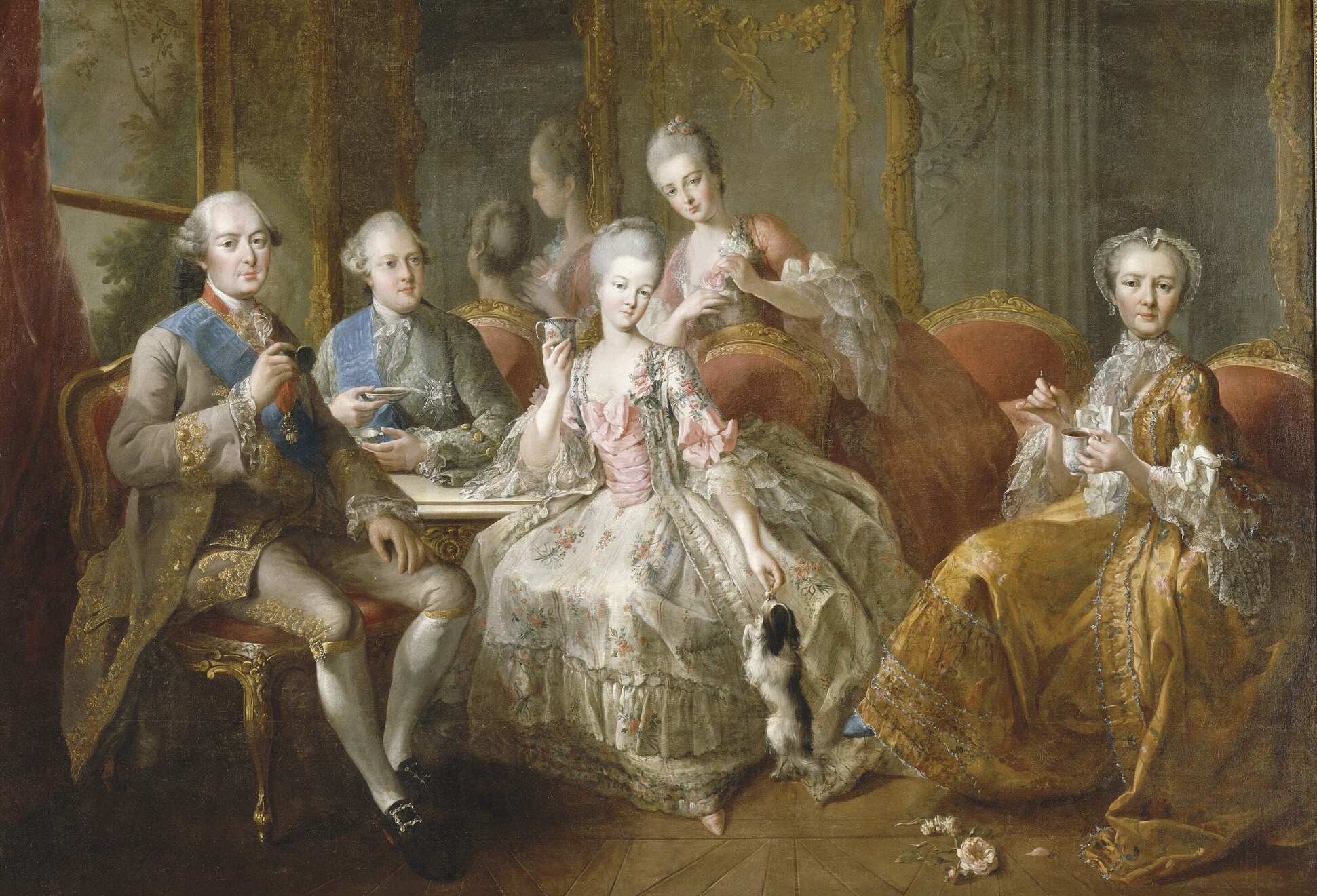
La Famille du duc de Penthièvre en 1768 ou La Tasse de Chocolat par Jean-Baptiste Charpentier le Vieux, 1768.

Très affecté par la mort de sa femme et de ses enfants, par celle de sa mère en 1766, de son seul fils survivant en 1768, et par les déboires conjugaux de sa fille, les dernières années de la vie du duc de Penthièvre sont ternies par les excès révolutionnaires : le 10 août 1792, une énième émeute contraint la famille royale, ramenée à Paris après sa fuite, à demander la protection de l'Assemblée nationale. Elle décide de destituer le roi et d'incarcérer ses proches dont la princesse de Lamballe, belle-fille du duc.
Début septembre, des émeutiers instaurent des tribunaux d'exception dans les prisons et massacrent les nobles et les religieux réfractaires. Amie intime de la reine, la princesse de Lamballe fait partie des victimes. Elle est atrocement massacrée et sa tête est portée en triomphe sur une pique dans les rues de Paris, notamment sous la fenêtre de la reine et du duc d'Orléans. La république est proclamée quelques jours plus tard. En décembre, le roi est présenté devant la Convention et est finalement condamné à mort.
Le duc d'Orléans, gendre du duc de Penthièvre, qui se fait appeler Philippe Égalité (sa femme est la « citoyenne Égalité »), dévoré d'ambition, était considéré comme le plus puissant opposant à la politique royale et à la reine. Apeuré par la Révolution, il n'en vote pas moins la mort de son propre cousin et souverain. Le roi est exécuté le 21 janvier 1793. Le duc de Penthièvre, vieillissant, mène une vie retirée à la campagne, mélancolique, absorbé par la dévotion et la charité. Sa plus grande passion est sa grande collection de montres, et il apprécie particulièrement les régler, les entretenir et les remonter lui-même.
Bon et doux, il jouit d'une certaine popularité et conserve le respect des populations jusqu'à sa mort, arrivée paisiblement en son château de Bizy, en Normandie, à l'âge de 67 ans le 4 mars 1793. Son corps est enterré clandestinement dans la chapelle des Orléans à Dreux. La reine est exécutée le 16 octobre de la même année. Quelques semaines plus tard son gendre, ses enfants et sa sœur sont incarcérés ; le ci-devant duc d'Orléans est exécuté le 6 novembre. Les révolutionnaires profanent les tombes le 29 novembre 1793, huit mois après sa mort, et les corps sont jetés dans une fosse commune. Il faudra attendre 1816 pour reconstruire la chapelle des Orléans, où ses restes seront enfin transférés.

## La fortune du duc

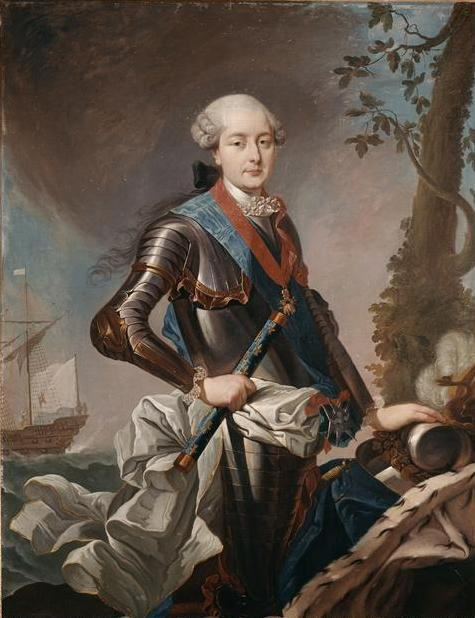
Portrait de Louis Jean Marie de Bourbon, duc de Penthièvre par Jean-Baptiste Charpentier le Vieux, entre 1750 et 1800.

Le duc de Penthièvre recueille l'énorme patrimoine foncier des enfants du duc du Maine, le prince des Dombes  et le comte d'Eu, comprenant les châteaux de Sceaux, d'Anet, d'Aumale, d'Eu, de Dreux et de Gisors. D'après  La Fortune disparue du roi Louis-Philippe de Jacques Bernot et de Jean-Pierre Thomas, ses revenus étaient de 6 millions de livres par an, ce qui faisait de lui l'un des hommes les plus riches d'Europe. À sa mort en 1793, la fortune du duc s’élève à 98 461 582 livres (ce qui représente près de 1 milliard d'euros de 2024).
Il passait beaucoup de temps au château de Rambouillet, où il était né et dont il fit embellir les jardins en les à la mode du temps. En décembre 1783, il doit le céder à Louis XVI, qui voulait un vaste domaine de chasse dans la forêt des Yvelines et trouvait son château de Saint-Hubert beaucoup trop exigu.
En quittant le domaine où il était né et qu'il avait tant aimé, le duc de Penthièvre emporte les neuf cercueils de son père, de sa mère, de sa femme et de ses six enfants, qu'il fait déposer dans sa propriété de Dreux. C'est l'origine de la chapelle royale de Dreux, nouvelle nécropole familiale des Orléans.
En contrepartie, il rachète à la duchesse de Choiseul le magnifique château de Chanteloup, près d'Amboise et le roi contraint le banquier Jean-Joseph de Laborde à lui céder, en 1784, son splendide château de la Ferté-Vidame. Ces deux domaines seront saisis comme biens nationaux à sa mort en 1793. Le duc possédait en outre les châteaux de Blois, d'Amboise et de Châteauneuf-sur-Loire, ainsi que l'Hôtel de Toulouse.

## Descendance
Le timide duc épousa en 1744 Marie-Thérèse-Félicité d'Este, fille du duc François III de Modène et de la duchesse née Charlotte-Aglaé d'Orléans, elle-même fille du Régent. Le mariage fut très heureux. Il donne le jour à :
1. Louis-Marie de Bourbon (né en 1746, mort en bas âge) ;
2. Louis-Alexandre de Bourbon, prince de Lamballe, époux de Marie-Louise-Thérèse de Savoie-Carignan, l'amie de la dauphine et future reine de France  Marie-Antoinette  ;
3. Jean-Marie de Bourbon (1748-1755), duc de Châteauvillain ;
4. Vincent-Marie-Louis de Bourbon (1750-1752), comte de Guingamp ;
5. Marie-Louise de Bourbon dite « Mademoiselle de Penthièvre » (1751-1753) ;
6. Marie-Adélaïde de Bourbon, mariée à Louis-Philippe d'Orléans : ils sont les parents du roi Louis-Philippe Ier;
7. Louis-Marie-Félicité de Bourbon (né et mort en 1754).

## Pour approfondir

### Pages connexes
- Liste des comtes et ducs de Penthièvre
- Château d'Eu
- Château de Bizy
- Château d'Anet
- Château de Dreux
- Château d'Amboise
- Château de La Ferté-Vidame
- Liste des seigneurs puis comtes d'Aumale